# Laódice de Capadocia
Laódice (Λαοδίκη / Laodíkē) o Berenice (Βερενίκη / Bereníkē) era la hermana del rey Mitrídates VI del Ponto (120 a. C.–63 a. C.), y la esposa de Ariarates VI (130 a. C.–116 a. C.), rey de Capadocia. Después de la muerte de su marido, que fue asesinado por Gordio, a instigación de Mitrídates, para evitar un destino similar para ella y sus hijos, se echó en brazos de Nicomedes III, rey de Bitinia, con el que se casó y al que puso en posesión de Capadocia. Después de la muerte de su hijo, se unió a Nicomedes para intentar poner un impostor en el trono de Capadocia, e incluso fue a Roma para testificar que había tenido tres hijos con Ariarates; sin embargo la petición del impostor fue rechazada por el Senado Romano. Fue la madre de Ariarates VII y Ariarates VIII. Su padre fue Mitrídates V Evergetes.

## Otras fuentes
- Valerius Maximus, Factorum at dictorum memorabilium libri IX.10, ext. 1
- B.C. McGing, The foreign policy of Mithridates VI Eupator, King of Pontus, BRILL, 1986
- P. Cartledge, P. Garnsey & E.S. Gruen, Hellenistic constructs: essays in culture, history and historiography, University of California Press, 1997
- A. Mayor, The Poison King: the life and legend of Mithradates, Rome’s deadliest enemy, Princeton University Press, 2009
- The Dynastic History of the Hellenistic Monarchies of Asia Minor According to Chronography of George Synkellos by Oleg L. Gabelko